# Lekto Louangaphay
Lekto Louangaphay (* 10. Juni 2002) ist ein laotischer Fußballspieler.

## Karriere
Lekto Louangaphay stand 2019 beim Evo United FC unter Vertrag. Der Verein aus der laotischen Hauptstadt Vientiane spielte in der ersten Liga des Landes, der Lao Premier League. Anfang 2020 unterschrieb er einen Vertrag beim ebenfalls in der ersten Liga spielenden Ezra FC. Für Ezra absolvierte er 2020 zwölf Erstligaspiele und schoss dabei fünf Tore.